# Amorphomyces ophioglossae
Amorphomyces ophioglossae är en svampart som beskrevs av Thaxt. 1912. Amorphomyces ophioglossae ingår i släktet Amorphomyces och familjen Laboulbeniaceae.   Inga underarter finns listade i Catalogue of Life.